# Municipio de Lapeer
El municipio de Lapeer (en inglés: Lapeer Township) es un municipio ubicado en el condado de Lapeer en el estado estadounidense de Míchigan. En el año 2010 tenía una población de 5056 habitantes y una densidad poblacional de 63,15 personas por km².

## Geografía
El municipio de Lapeer se encuentra ubicado en las coordenadas 43°0′21″N 83°16′17″O / 43.00583, -83.27139. Según la Oficina del Censo de los Estados Unidos, el municipio tiene una superficie total de 80.06 km², de la cual 77,66 km² corresponden a tierra firme y (3 %) 2.4 km² es agua.

## Demografía
Según el censo de 2010, había 5056 personas residiendo en el municipio de Lapeer. La densidad de población era de 63,15 hab./km². De los 5056 habitantes, el municipio de Lapeer estaba compuesto por el 96,64 % blancos, el 0,24 % eran afroamericanos, el 0,63 % eran amerindios, el 0,63 % eran asiáticos, el 0,57 % eran de otras razas y el 1,29 % eran de una mezcla de razas. Del total de la población el 2,65 % eran hispanos o latinos de cualquier raza.